# Eucalyptus gomphocephala
Eucalyptus gomphocephala là một loài thực vật có hoa trong Họ Đào kim nương. Loài này được A.Cunn. ex DC. mô tả khoa học đầu tiên năm 1828.

## Hình ảnh

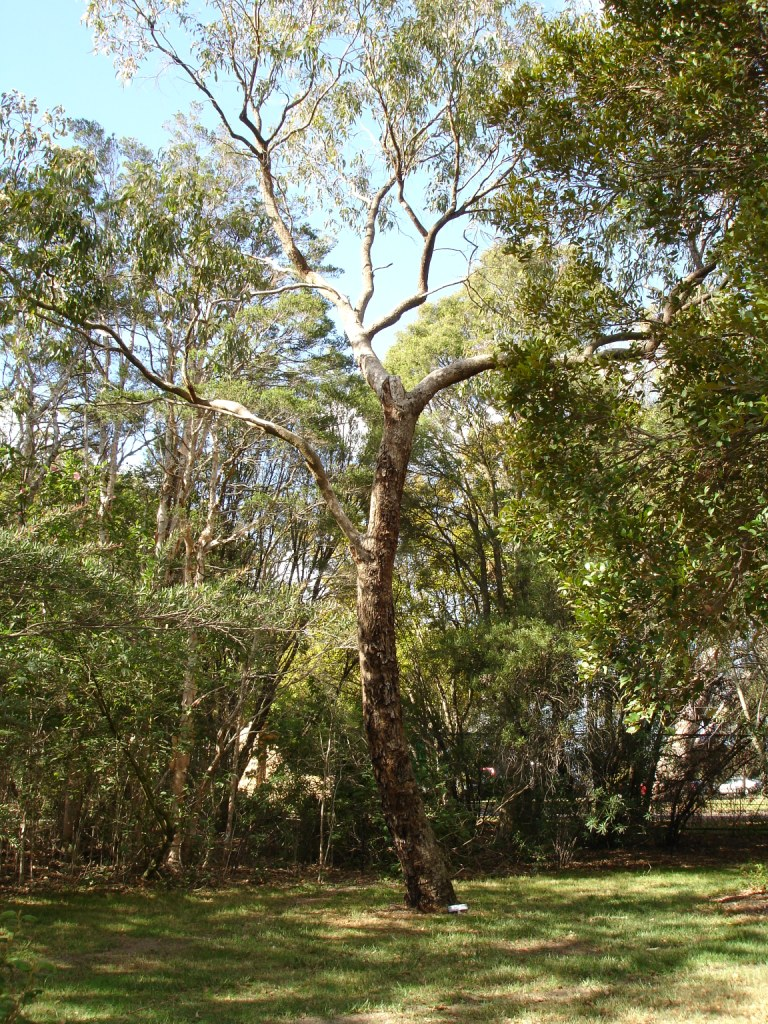
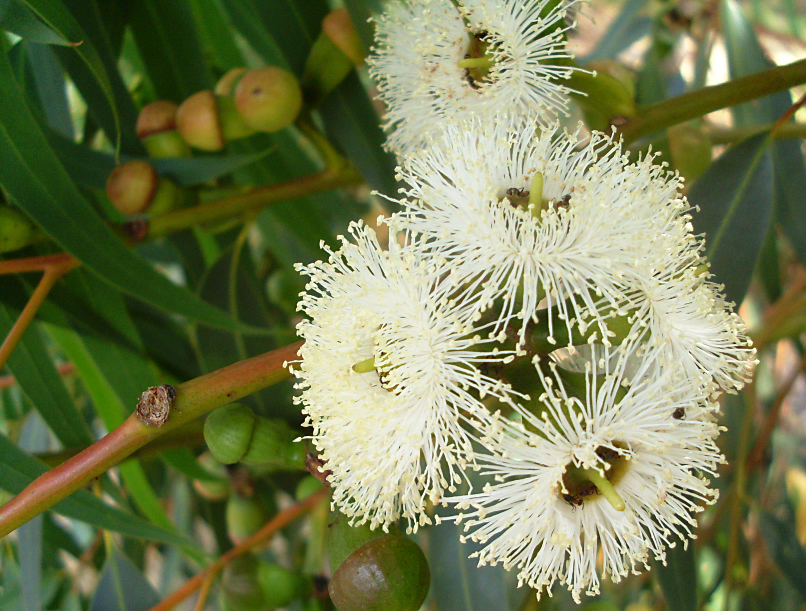